# Nicolás Oreamuno Ortiz
Nicolás Oreamuno Ortiz (Cartago, 22 de abril de 1866 - San José, 22 de octubre de 1945) fue un jurista costarricense.

## Biografía

### Datos personales
Nació en Cartago, el 22 de abril de 1866. Fue hijo de don Rafael Oreamuno Carazo, nieto de don Joaquín de Oreamuno y Muñoz de la Trinidad, comandante general de las Armas en abril de 1823, y doña Mercedes Ortiz. Casó con doña Adelia Flores Camacho.

## Estudios y primeros cargos públicos
Se graduó de licenciado en Leyes en la Escuela de Derecho en 1898. 
En su juventud laboró como maestro de enseñanza primaria e inspector de escuelas de Cartago. Fue diputado por Cartago de 1894 a 1896 y de 1902 a 1904, magistrado de la Sala de Casación de 1904 a 1908 y Secretario de Guerra, Marina e Instrucción Pública de 1910 a 1913. En 1913 fue elegido para un período de cinco años como magistrado de la Corte de Justicia Centroamericana, institución que presidió de 1913 a 1914. 

## Exilio
En 1918 tuvo que abandonar Costa Rica por su oposición al gobierno del general Federico Tinoco Granados, y tras algunas vicisitudes se radicó en Honduras, donde desempeñó cargos públicos de importancia. 

## Presidente de la Corte Suprema de Justicia
A la caída del régimen tinoquista regresó a Costa Rica y en 1920 fue elegido Presidente de la Corte Suprema de Justicia de Costa Rica y de la Sala de Casación, cargo para el que fue reelegido en 1922, 1926 y 1930.

## Fallecimiento
Falleció en San José, el 22 de octubre de 1945 a los 79 años de edad.
| Predecesor: Ascensión Esquivel Ibarra | Presidente de la Corte Suprema de Justicia de Costa Rica 1920-1934 | Sucesor: Octavio Béeche Argüello |

- Datos: Q5641370